# Trzy opowieści z życia Knulpa
Trzy opowieści z życia Knulpa (niem. Drei Geschichten aus dem Leben Knulps) – powieść Hermanna Hessego z 1915, opisująca trzy historie z życia wędrowca Knulpa. Książka składa się z trzech rozdziałów o przygodach Knulpa w różnych stadiach jego życia: "Przedwiośnie", "Moje wspomnienie o Knulpie" i "Koniec".

## Fabuła
Knulp, wędrujący z miejsca na miejsce, nie ma żadnego stałego zawodu, choć w trakcie swoich podróży poznaje podstawy wielu z nich. Dzięki swej umiejętności zjednywania ludzi ma przyjaciół w całych Niemczech i dzięki temu niemal w każdej miejscowości spotyka kogoś, kto udziela mu schronienia i częstuje zupą.

### Przedwiośnie
Pod koniec lat 90. XIX wieku Knulp, po pobycie w szpitalu, przybywa do Lächstetten, do swego przyjaciela garbarza Emila Rothfussa. Ten udziela mu schronienia na kilka dni, co jest niezbędna dla zdrowia osłabionego chorobą Knulpa. W sąsiedztwie Rothfussa mieszka młoda służka Barbara, którą Knulp zabiera na tańce i całuje. Wie, że z romansu nic nie może wyjść, ale chce podnieść samoocenę Barbary. Knulp musi skrócić pobyt u garbarza, bo jego dworskie maniery sprawiają, że zakochuje się w nim żona garbarza.

### Moje wspomnienie o Knulpie
Rozdział ten jest opowieścią przyjaciela Knulpa, zapewne młodego człowieka. Knulp, choć nie jest może w podeszłym wieku, to z pewnością jest już zmęczony życiem. Knulp i jego przyjaciel zatrzymują się na cmentarzu na postój. Knulp jest w dobrym humorze. Śpiewa piosenki i opowiada przyjacielowi swój sen. Widzi w nim swoje rodzinne miasto. Knulp poznaje je, chociaż jest jakieś zmienione. Widzi w nim też swoje dawne miłości: Henriettę i Lisabeth. Odczytuje ten sen jako wyraz tego, że nie jest już tym samym człowiekiem, który przed laty opuszczał dom ojca. Wieczorem Knulp i jego przyjaciel idą do gospody. Knulp nie chce pić alkoholu, w przeciwieństwie do jego przyjaciela. Następnego dnia Knulp odchodzi bez pożegnania.

### Koniec
Ostatni rozdział powieści. Zmęczony życiem i chory na gruźlicę Knulp spotyka na drodze doktora Macholda - kolegę ze szkolnych lat. Wyjaśnia mu dlaczego przestał się uczyć i opuścił gimnazjum. W wieku trzynastu lat zakochał się we Franzisce - pięknej dziewczynie, pierwszej, z którą się całował. Obiecywała mu wspólne życie. Zawiedziony Knulp nie ukończył żadnej szkoły i nie zdobył zawodu, który pozwalałby mu na utrzymanie rodziny.
Zmęczony życiem Knulp ma tylko jedno marzenie. Chce przed śmiercią zobaczyć jeszcze rodzinne Gerbersau. Prosi Macholda, by skierował go tam do szpitala. Doktor ulega prośbie Knulpa. Po dotarciu do Gerbersau Knulp, zamiast iść do szpitala, zwiedza miasto, które choć pozornie takie samo, nie jest już "jego" miastem. Ciężko chory Knulp idzie w góry. Przychodzi zima. Umierający Knulp rozmawia z Bogiem. Początkowo robi Bogu wyrzuty z powodu nieudanego życia. Tuż przed śmiercią pojmuje, że musiał żyć tak jak żył, by wzbudzić choć trochę tęsknoty w osiadłych, zadowolonych z siebie ludziach. Teraz już wie, że wszystko jest w porządku.